# شصت و دومین جوایز امی ساعات پربیننده
شصت و دومین جوایز امی اول وقت (به انگلیسی: 62nd Annual Primetime Emmy Awards) در تاریخ ۲۹ اوت ۲۰۱۰ توسط آکادمی هنرها و علوم تلویزیون آمریکا در سالن تئاتر نوکیا شهر لس آنجلس، کالیفرنیا به میزبانی جیمی فالون، مجری برنامه آخر شب با جیمی فالون برگزار گردید و توسط شبکه ان بی سی به صورت به صورت مستقیم پخش شد. مردان دیوانه برای سومین سال پی در پی برنده بهترین سریال داستانی شد و خانواده امروزی جایزه بهترین سریال کمدی را گرفت. آرچی پنجابی با بازی در مجموعه همسر خوب برنده بهترین بازیگر زن نقش مکمل در سریالهای داستانی شد.

## برگزاری مراسم
مراسم با میزبانی جیمی فالون و با حضور بازیگرانی از سریال‌های محبوب سال، در قالب یک کلوب گلی که برداشتی از سریال گلی بود، آغاز شد. افراد حاضر در این شبه کلوب که به اجرای آهنگی از بروس اسپریتین با نام "اجرای مادرزادی" پرداختند. افراد حاضر عبارتند از:
- تینا فی (از ۳۰راک)
- جان هَم (از مد من)
- جورج گاریسا (از لاست)
- رندی جکسون (از امریکن ایدل)
- لی میشل (از گلی)
- جین لینچ (از گلی)
- امبر ریلی (از گلی)
- کوری مونتت (از گلی)
- کریس کولفر (از گلی)
- کین گاسلین (از رقص با ستاره‌ها)
- نینا دوبرو (از خاطرات خون‌آشام)
- جان مک هِیل (از اجتماع)

این برنامه پربیننده‌ترین برنامه سر شب در روز برگزاری (با ۱۳٫۵ میلیون بیننده) و نیز پربیننده‌ترین دورهٔ جوایز بعد از اجرای چهار سال پیش کونن اوبراین بود. نکتهٔ جالب آن است که همین شبکهٔ ان‌بی‌سی، مجری و نمایش دهنده هر دو مراسم بود.

## برندگان و نامزدها
نامزدهای شصت و دومین مراسم امی اول وقت، در تاریخ هشتم ژوئیه سال ۲۰۱۰ به صورت زنده در سالن گلدنسن در شمال هالیوود در ساعت ۵:۴۰ دقیقه اعلام گردید.

براین اساس مجموعه تلویزیونی درامی که بیشترین تعداد نامزدهای را دارا بود، سریال مردان دیوانه با ۱۷ نامزد بهترین‌ها بود. همچنین در بخش کمدی سریال کمدی گلی که یک سریال کمدی موزیکال است با ۱۹ نامزدی پیشروترین بود. مجموعه تلویزیونی پاسفیک (اقیانوس آرام)، با گرفتن ۲۴ نامزدی عنوان موفق ترینمجموعه تلویزیونی کوتاه را از آن خود نمود.

### نامزدها به تفکیک شبکه
| شبکه          | تعداد نامزدی |
| اچ‌بی‌او        | ۱۰۱          |
| ای‌بی‌سی        | ۶۳           |
| سی‌بی‌اس        | ۵۷           |
| ان‌بی‌سی        | ۴۸           |
| فاکس          | ۴۷           |
| پی‌بی‌اس        | ۳۲           |
| سی دبیلو      | ۳۰           |
| ای ام سی      | ۲۶           |
| شوتایم        | ۲۳           |
| دیسکاوری      | ۱۴           |
| لایف تایم     | ۱۲           |
| اف ایکس       | ۹            |
| کمدی سنترال   | ۸            |
| شبکهٔ کارتون   | ۷            |
| براوو         | ۶            |
| شبکه هیستری   | ۶            |
| سیفی          | ۶            |
| کانال دیزنی   | ۵            |
| داریکت تی وی  | ۴            |
| شبکه یو اس ای | ۴            |
| تی‌ان‌تی        | ۳            |
| ای اند ایی    | ۲            |
| انیمال پلانت  | ۲            |
| ای اف سی      | ۲            |
| نیکلودین      | ۲            |
| ساندنس        | ۲            |
| ام‌تی‌وی        | ۱            |
| اپیکس         | ۱            |
| ان جی سی      | ۱            |
| تی سی ام      | ۱            |
| شبکه تراول    | ۱            |

### برنامه های
| بهترین سریال درام | بهترین سریال کمدی |
| --- | --- |
| - مد من (ای ام سی) - برکینگ بد (ای ام سی) - دکستر (شوتایم) - همسر خوب (سی‌بی‌اس) - لاست (ای‌بی‌سی) - خون واقعی (اچ‌بی‌او)                                                                                              | - خانواده امروزی (ای‌بی‌سی) - ۳۰راک (ان‌بی‌سی) - محدودکردن اشتیاق شما (اچ‌بی‌او) - گلی (فاکس) - پرستار جکی (شوتایم) - اداره (ان بی سی)                                                                                           |
| بهترین مجموعه تلویزیونی کوتاه | بهترین فیلم تلویزیونی |
| - پاسفیک (اچ‌بی‌او) - بازگشن کرانفورد (پی‌بی‌اس) | - تمپل گراندین (اچ‌بی‌او) - پایان بازی (پی‌بی‌اس) - جورجیا اوکفی (لایف تایم) - مون شات (هیستری) - ارتباط خاص (اچ‌بی‌او) - تو جک را نمی‌شناسی (اچ‌بی‌او)                                                                             |
| بهترین برنامه متنوع، موزیک ف کمدی | بهترین برنامه متنوع، موزیک ف کمدی مخصوص |
| - نمایش روزانه با جان استوارت (کمدی سنترال) - گزارش کلبرت (کمدی سنترال) - زمان واقعی با بیل مار (اچ‌بی‌او) - شنبه‌شب زنده (ان بی سی) - برنامه امشب با کونن اوبراین (ان بی سی)                                       | - افتخارات مرکز کندی (سی بی اس) - بیل مار: ولی من اشتباه نمی‌کنم" (اچ بی او) - امید برای هایتی (ام‌تی‌وی) - رابین ویلیامز: اسلحه خود نابودگر (اچ بی او) - راک اند رول (اپ بی او) - وایندا ساکس: من خودم خواهم‌ماند! (اچ بی او) |
| بهترین برنامه مسابقه واقعی | بهترین برنامه پویا نمایی |
| - بهترین آشپز (براو) - مسابقه باور نکردنی (سی بی اس) - آمریکن ایدل (فاکس) - رقص با ستاره‌ها (ای بی سی) - پروژه ران‌اوی (لایف تایم)                                                                                 | - آمادگی و فرود (ای بی سی) - زمین های بیگانه (ان جی س) - برنامه ریکی جرویس – "دستگیره در شب" (اچ بی او) - سیمپسون ها – "روزی روزگاری در اسپرینگفیلد" (فاکس) - پارک جنوبی – "قسمت دویست و دویست یکم" (کمدی سنترال)          |
| بهترین مجری | |
| - جف پروب برای تجات یافته (سی بی اس) - تام برگرون برای رقص با ستاره‌ها (ای بی سی) - فیل کئوگان برای مسابقه باورنکردنی (سی بی اس) - هایدی کلوم برای پروژه ران‌اِوِی (لایف تایم) - رایان سیکرس برای آمریکن ایدل (فاکس) | |

### نقش اصلی
| بهترین بازیگر مرد در مجموعه های درام | بهترین بازیگر زن در مجموعه های درام |
| --- | --- |
| - برایان کرانستن برای بازی در نقش والتر دربرکینگ بد در قسسمت "تمام قد" (ای ام سی) - کایل چندلر برای بازی در نقش اریک تیلور در روشنایی های جمعه شب برای قسمت "شرق دیلون" (ان بی سی) - متیو فاکس برای بازی در نقشجک شپرد در لاست در قسمت "پایان" (ای بی سی) - مایکل سی هال برای بازی در نقش دکستر دردکستر در قسمت "فرار" (شوتایم) - جان هم برای بازی در نقش دان ریپر در مردان دیوانه در قسمت "کولی و دوره گرد" (ای ام سی) - هیو لوری برای بازی در نقش جورجی هاوس در هاوس در قسمت "شکسته‌شده" (فاکس)                                              | - کیرا سجویک برای بازی در نقش براندا لیت جانسون درکلوزر در قسمت "غرایز مادری" (تی ان تی) - کانی بریتون برای بازی در نقش نامی تیلور در روشنایی های جمعه شب در قسمت "بعد از پاییز" (ان بی سی) - گان کلوز برای بازی در نقش پاتریشیا پتی هیوز دردمیجرز در قسمت "رازهایت در جایی امن است" (افا ایکس) - ماریشکا هارگی‌تی برای بازی در نقش اولیویا بنسون در قانون و نظم: واحد قربانیان ویژه در قسمت"منحرف" (ان بی سی) - جانیوری جونز برای بازی در نقش بتی دراپر در مردان دیوانه در قسمت "کولی و دوره‌گرد" (ای ام سی) - جولیان مارگولیس برای بازی در نقش الیشای فراکیس در همسر خوب در قسمت "سه نفری" (سی بی اس) |
| بهترین بازیگر مرد در مجموعه های کمدی | بهترین بازیگر زن در مجموعه های کمدی |
| - جیم پارسونز برای بازی در نقش شلدون کوپر در تئوری مهبانگ در قسمت "شلوار جایگزین" (سی بی اس) - الک بالدوین برای بازی در نقش جک داناگی در ۳۰ راک در قسمت "دان گیس، امریکا و امید"(ان بی سی) - استیو کارل برای بازی در نقش مایکل اسکات در اداراه در قسمت "سرپوش گذاشتن" (ان بی سی) - لاری دیوید برای بازی در نقش لری دیوید در مهار اشتیاق شما در قسمت "ساینفیلد" (اپ بی او) - متیو موریسون برای بازی در نقش ویل شویستر در گلی در قسمت "مش بالا" (فاکس) - تونی شالهوب برای بازی در نقش ادریان مونک در مانک در قسمت "مانک و پایان" (شبکه یو اس آ) | - ادی فالکوبرای بازی در نقش جکی پیتون در پرستار جکی در قسمت"اول" (شوتایم) - تونی کولت برای بازی در نقش تارا گرگسون در همه‌ی حالات تارا در قسمت "تورنادو" (شوتایم) - تینا فی برای بازی در نقش لیز لمون در ۳۰ راک در قسمت "برنامه قول‌شکنان، قسمت‌اول" (ان بی سی) - جولیا لوی درایفوس برای بازی در نقش کریستینا کمپل در داستان‌های تازه‌ی کرستینِ پیر در قسمت "آنچه را برایم انجام می‌دهی دوست دارم" (سی بی اس) - لی میشل برای بازی در نقش راشل بری در گلی در قسمت "جزئی " (فاکس) - امی پولر برای بازی در نقش لزلی نوپ در پارک ها و تفریحات در قسمت "تلتون" (ان بی سی)                                         |
| بهترین نفش اول مرد در فیلم یا مجموعه کوتاه | بهترین نفش اول زن در فیلم یا مجموعه کوتاه |
| - آل پاچینو برای بازی در نقش دکتر کورکیان در تو جک را نمی‌شناسی (اچ بی او) - جف بریجز برای بازی در نقش جان کتز در سال سگی (اپ بی او) - یان مکلین برای بازی در نقش "دو" در زندانی (ای ام سی) - دنیس کواید برای بازی در نقش بیل کلینتون در ارتباط مخصوص (اپ بی او) - مایکل شین برای بازی در نقش تونی بلر در ارتباط مخصوص (اپ بی او) | - کلیر دانس برای بازی در نقش "تمپل گراندین" در تمپل گراندین (اچ بی او) - جوان آلن برای بازی در نقش جورجیا اوکفی در جورجیا اوکفی (لایف تایم) - هوپ دیویس برای بازی در نقشهیلاری کلینتون در ارتباط مخصوص (اچ بی او) - جودی دنچ برای بازی در نقش "خانم متی" در بازگشت به کرانفورد (پی بی اس) - مگی اسمیت برای بازی در نقش ماری گیلبرت در دستگیری ماری (اپ بی او) |

## مجریان مراسم
مجریان مراسم جوایز سالانه امی
- آن مارگارت
- ویل آرنت
- استیفن کلبرت
- کلیر دنس
- تد دنسن
- امیلی دیسمیچل
- ادی فالکو
- تینا فی
- ناتان فیلون
- لارنس فیشبرن
- ریکی جروِیس
- لورا گراهام
- جان هم
- ماریشکا هارگِیتِی
- نیل پاتریک هریس
- کریستینا هنریکس
- جانِوِری جونز
- جان کِرزینسکی
- بوریس کوجوئه
- جان لیتگو
- ال ال کول جی
- اوا لانگوییره پارکر
- جین لینچ
- جولیانا مارگولیس
- جوئل مکهِیل
- کرستوفر ملونی
- ست مایرز
- میتو موریسون
- استیفن مویر
- آنا پاکویین
- جیم پارسونز
- متیو پِری
- کِری راسل
- اندی سامبرگ
- تام سِلِک
- مائورا نییرینی
- بلیِر اندروود
- سوفیا ورگارا
- بتی وایت

### مجموعه‌هایی که بیشترین جوایز را کسب کردند
| مجموعه                           | تعداد نامزدها | تعداد جوایز کسب شده |
| -------------------------------- | ------------- | ------------------- |
| پاسفیک (مجموعه کوتاه)            | ۲۴            | ۸                   |
| تمپل گراندین (فیلم)              | ۱۵            | ۷                   |
| خانواده امروزی                   | ۱۴            | ۶                   |
| گلی                              | ۱۹            | ۴                   |
| مردان دیوانه                     | ۱۷            | ۴                   |
| آمادگی و فرود (مجموعه پویانمایی) | ۴             | ۴                   |